# 스즈키 구니토모
스즈키 구니토모(일본어: 鈴木 国友, 1995년 7월 3일~)는 일본의 축구 선수이다.

## 구단 경력
그는 2018년 J1리그의 쇼난 벨마레에 입단했다. 2019년 7월부터 2020년까지 가이나레 돗토리와 기라반츠 기타큐슈에서 뛰었다. 2021년 마쓰모토 야마가 FC로 이적했다. 2022년 몬테디오 야마가타와 더스파구사쓰 군마에서 뛰었다. 2023년 마쓰모토 야마가 FC로 복귀했다. 2024년 일본 풋볼 리그의 도치기 시티로 이적했다.